# سم‌ژنگان‌شناسی
سم‌ژنگان‌شناسی (به انگلیسی: Toxicogenomics) زیرشاخه‌ای از داروشناسی است که به جمع‌آوری، تفسیر و ذخیره اطلاعات دربارهٔ فعالیت ژن و پروتئین در یک سلول یا بافت خاص یک جاندار در پاسخ به قرار گرفتن در معرض مواد سمی می‌پردازد. سم‌ژنگان‌شناسی سم‌شناسی را با ژنگان‌شناسی یا دیگر فناوری‌های پروفیل مولکولی با کارایی بالا مانند ترانس کریپتومیکس، پروتگان‌شناسی و متابونومیک ترکیب می‌کند. سم‌ژنگان‌شناسی تلاش می‌کند تا سازوکارهای مولکولی تکامل‌یافته در بیان سمیت را روشن کند و الگوهای بیان مولکولی (یعنی زیست‌نشانگر مولکولی) را که سمیت یا حساسیت ژنتیکی به آن را پیش‌بینی می‌کند، استخراج کند.